# Валуйки (станція)
Валуйки (Валуйки-Пасажирські) — вузлова залізнична станція Бєлгородського регіону Південно-Східної залізниці на перетині ліній Москва — Вистрел, Валуйки — Лиски. Розташована в однойменному місті Бєлгородської області.
На вокзалі станції є зал чекання, каси продажу квитків приміського та далекого сполучення, камери схову, багажне відділення, працює відділення Бєлгородської митниці.

## Історія
Станція відкрита 17 грудня 1895 року, під час прокладання приватної залізниці Харків — Балашов Південно-Східних залізниць.
У 1897 році введена в експлуатацію лінія Валуйки — Єлець. З того часу станція Валуйки набула статусу вузлової.
У 1932—1937 роках введена в експлуатацію магістральна лінія Москва — Валуйки — Донбас, побудована нова дільниця Валуйки — Несвітай (завдовжки 380 км), а лінія Касторна — Старий Оскол — Валуйки була реконструйована.
у 1967 році станція електрифікована змінним струмом (~25 кВ) в складі дільниці Куп'янськ — Валуйки — Георгіу-Деж (нині — Лиски). Через станцію Валуйки почали курсувати приміські електропоїзди. 

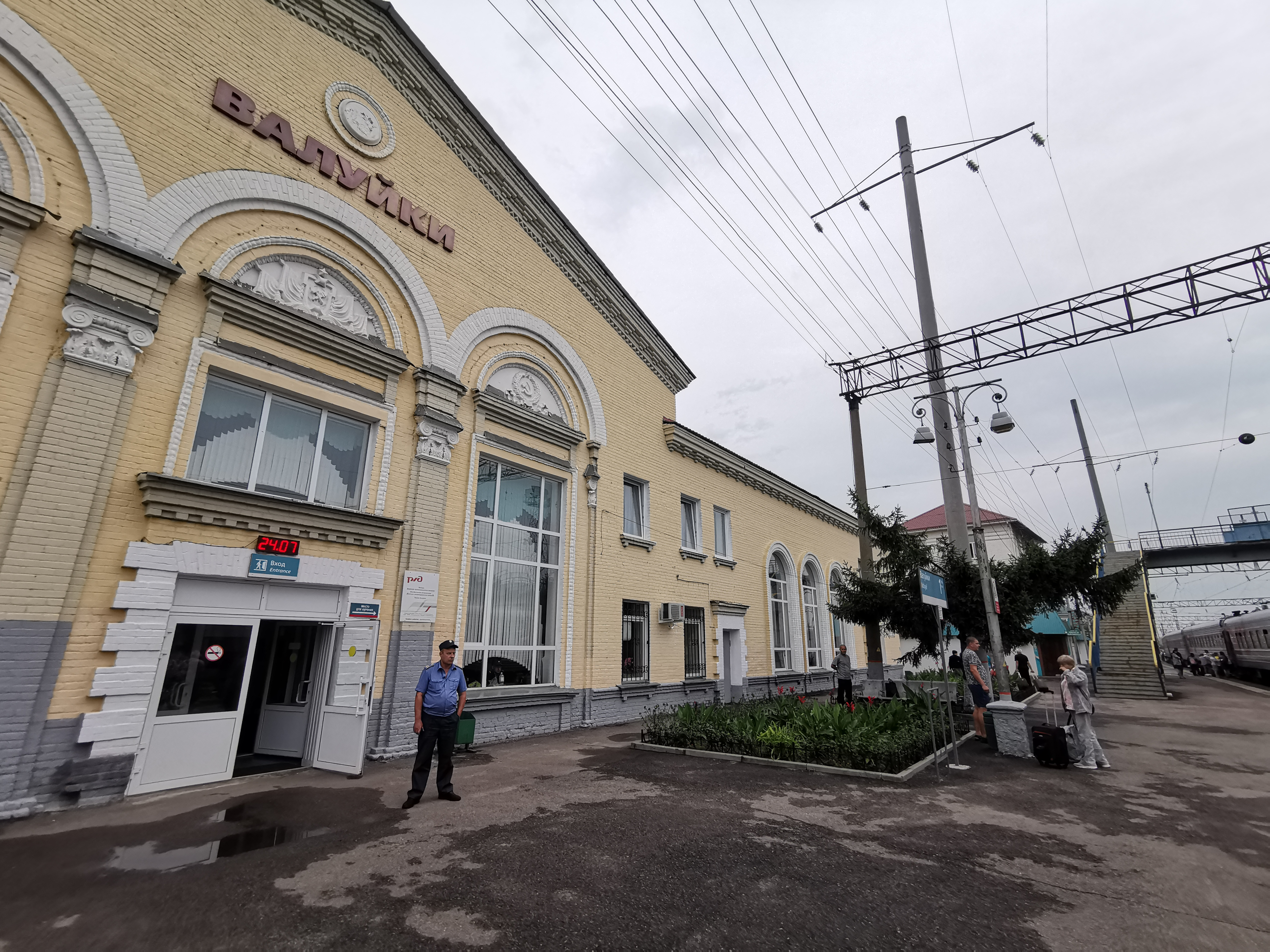
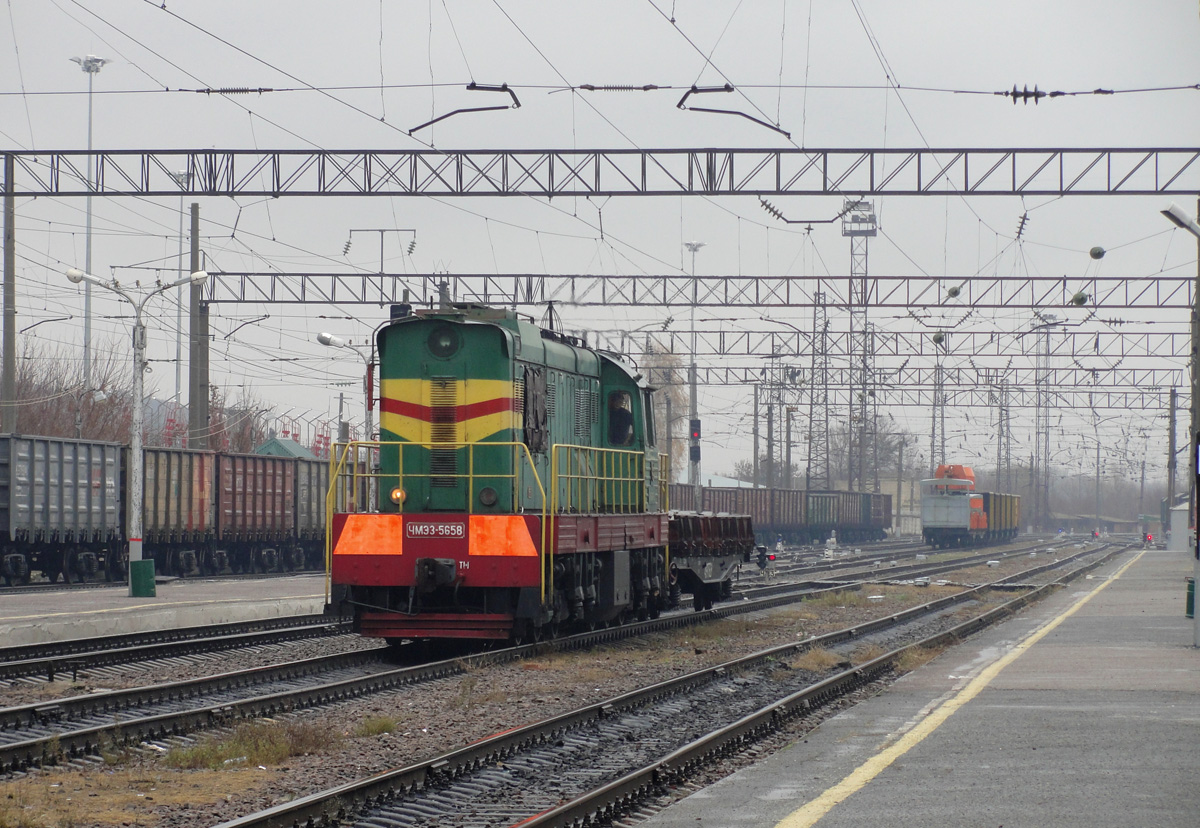

До лютого 1992 року станція Валуйки підпорядковувалася Куп'янському відділенню Південної залізниці (Україна). Згодом станція Валуйки, як і інші станції Південної залізниці, які знаходилися на території Бєлгородської області, були передані до Бєлгородського відділення Південно-Східної залізниці.
У 2003 році повністю електрифікована лінія Старий Оскол — Валуйки.

## Пасажирське сполучення
На станції Валуйки зупиняються поїзди далекого та приміського сполучення.

## Галерея

Привокзальна площа
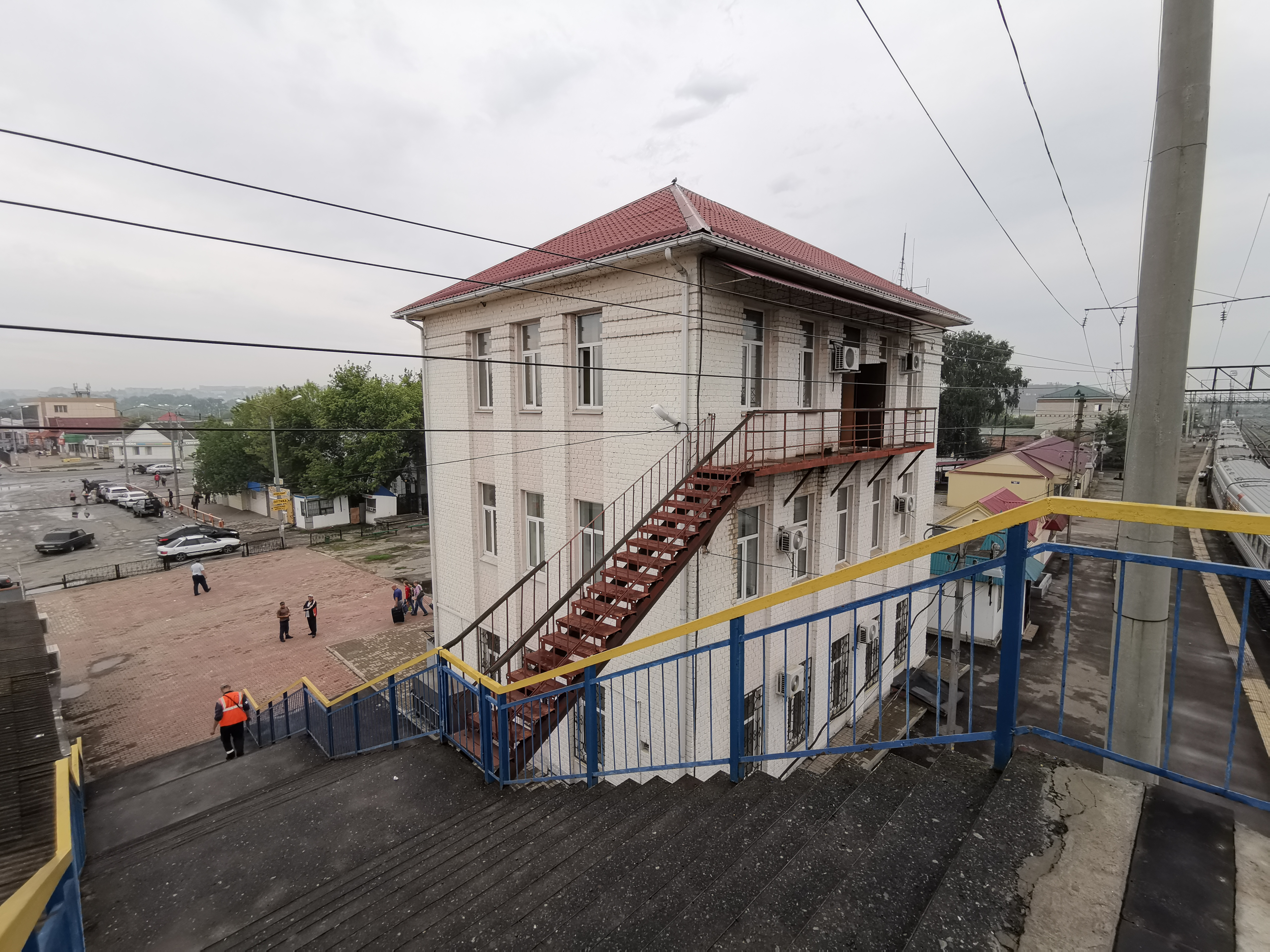
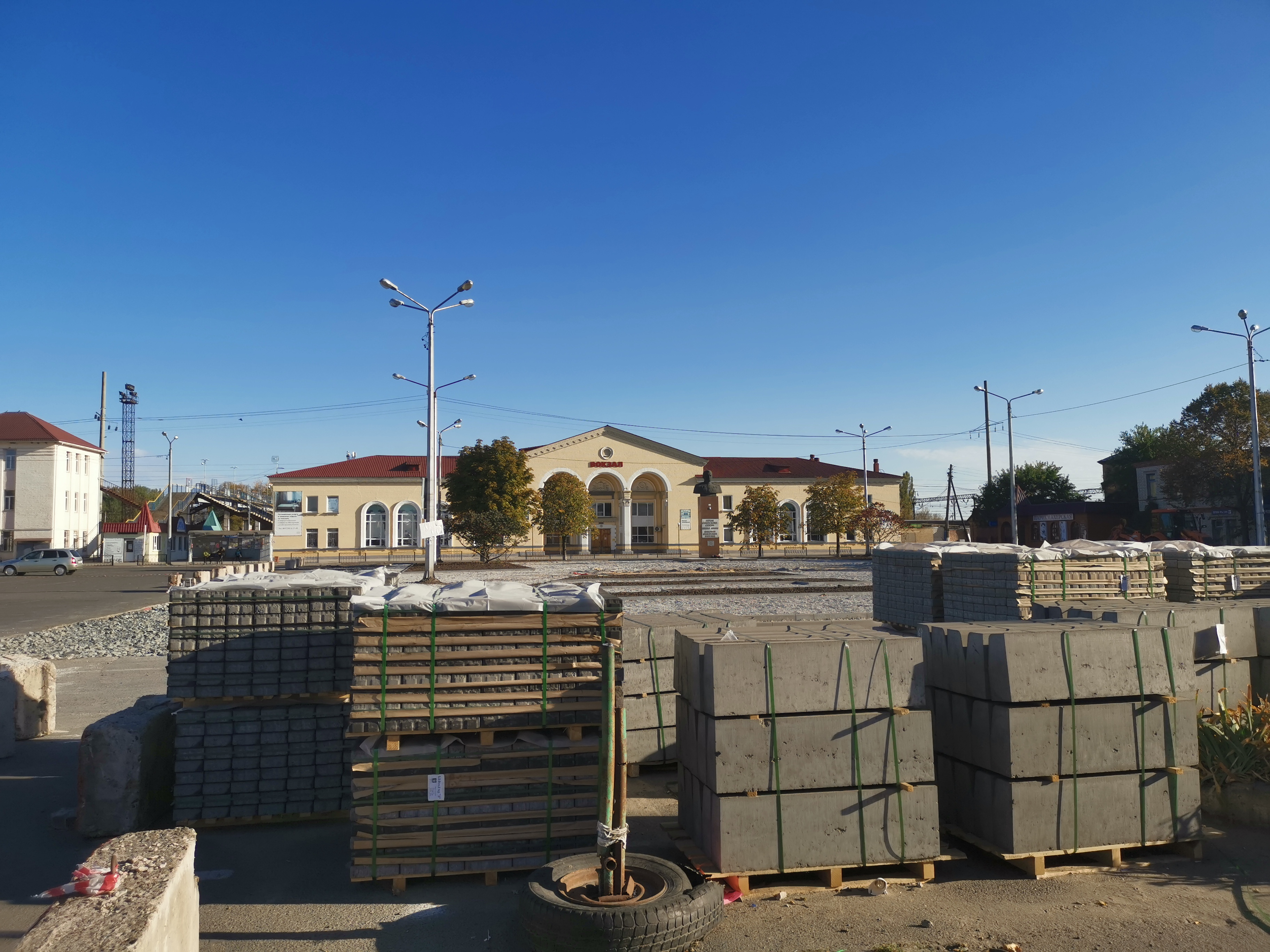
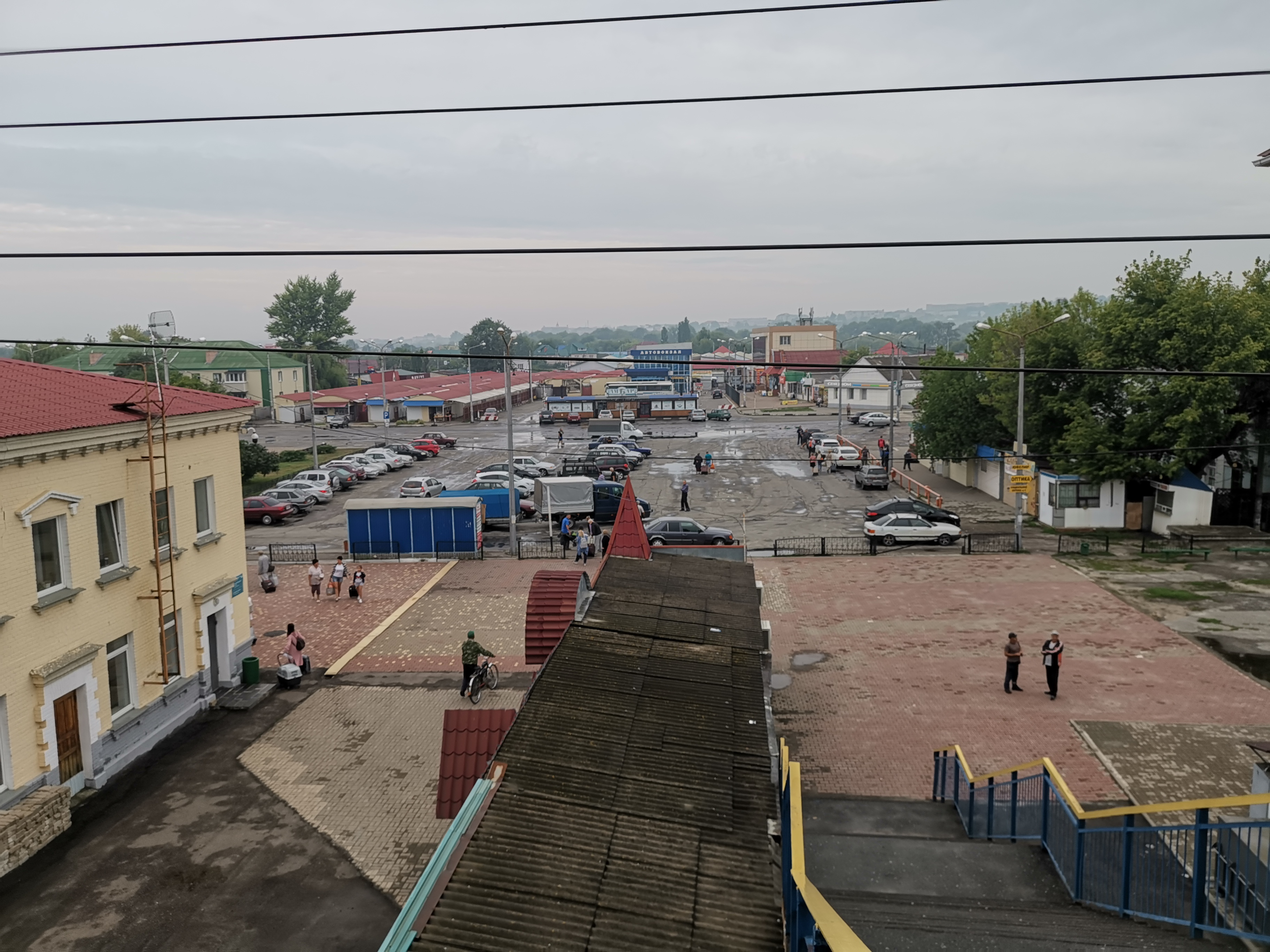